# ჰ
Hae (ჰაე), este a 37-a literă a alfabetului georgian.

## Forme
| asomtavruli | nuskhuri | mkhedruli |
| ----------- | -------- | --------- |
|             |          |           |

## Reprezentare în Unicode
| asomtavruli | nuskhuri | mkhedruli |
| ----------- | -------- | --------- |
| U + 10C0    | U + 2D20 | U + 10F0  |

## Braille
| mkhedruli |
| --------- |
|           |